# Internationella Havsforskningsrådet
Internationella Havsforskningsrådet (även ICES, från engelska International Council for the Exploration of the Sea, förr ofta CIEM från franska Conseil International de l'Exploration de la Mer) är en organisation som samordnar och främjar havsforskning i Östersjön och Nordatlanten. Rådet består av en ordförande och två delegater från varje fullvärdig medlemsstat, och är idag en modern mellanstatlig organisation.

## Historia
Initiativet till organisationen togs av Otto Pettersson på ett möte i Stockholm 1899. Organisationen grundades den 22 juli 1902 i Köpenhamn av åtta nordeuropeiska länder: Danmark (inklusive Grönland och Färöarna), Storfurstendömet Finland, Nederländerna, Norge, Sverige, Ryssland, Kejsardömet Tyskland och Storbritannien. I början syftade ICES till att vara en vetenskaplig organisation som skulle lösa problem inom fiskeri, där ICES skulle tjäna som ett multidisciplinärt forum för vetenskapliga frågor som rör havet.
För att Sverige skulle leva upp till de krav som ICES ställde grundades och byggdes Bornö hydrografiska fältstation, och det beställdes ett forskningsfartyg, Skagerak I.

## Medlemsstater
Organisationen består idag av sammanlagt tjugo fullvärdiga medlemsstater, där förutom de åtta ursprungliga även Belgien, Kanada, Estland, Frankrike, Island, Irland, Lettland, Litauen, Polen, Portugal, Spanien och USA ingår. Därutöver har fyra nationer observatörsstatus: Australien, Chile, Peru och Sydafrika.

## Ordföranden
| Period    | Namn              | Stat                 |
| --------- | ----------------- | -------------------- |
| 1902–1908 | Walther Herwig    | Kejsardömet Tyskland |
| 1908–1912 | W. E. Archer      | Storbritannien       |
| 1912–1915 | F. Rose           | Kejsardömet Tyskland |
| 1915–1920 | Otto Pettersson   | Sverige              |
| 1920–1938 | Henry G. Maurice  | Storbritannien       |
| 1938–1948 | Johan Hjort       | Norge                |
| 1948–1952 | K. A. Andersson   | Sverige              |
| 1952–1955 | A. T. A. Dobson   | Storbritannien       |
| 1955–1957 | Harald Sverdrup   | Norge                |
| 1957–1958 | Å. Vedel Tåning   | Danmark              |
| 1958–1963 | J. Furnestin      | Frankrike            |
| 1963–1966 | Jöran Hult        | Sverige              |
| 1966–1969 | A. E. J. Went     | Irland               |
| 1969–1972 | W. Cieglewicz     | Polen                |
| 1972–1975 | R. Letaconnoux    | Frankrike            |
| 1975–1976 | G. Nikolsky       | Sovjetunionen        |
| 1976–1979 | B. B. Parrish     | Storbritannien       |
| 1979–1982 | Gotthilf Hempel   | Västtyskland         |
| 1982–1985 | W. S. Wooster     | USA                  |
| 1985–1988 | O. J. Østvedt     | Norge                |
| 1988–1991 | Jakob Jakobsson   | Island               |
| 1991–1994 | D. de G. Griffith | Irland               |
| 1994–1997 | A. Maucorps       | Frankrike            |
| 1997–2000 | L. Scott Parsons  | Kanada               |
| 2000–2003 | Pentti Mälkki     | Finland              |
| 2003–2006 | M. P. Sissenwine  | USA                  |
| 2007–2009 | Joe Horwood       | Storbritannien       |
| 2009–     | Michael Sinclair  | Kanada               |